# Memories (cançó de Weezer)
"Memories" és el primer senzill de l'àlbum d'estudi Hurley del grup estatunidenc Weezer. Fou comercialitzada el 10 d'agost de 2010. El videoclip fou filmat amb una càmera súper 8 en les mateixes localitzacions del vídeo sobre monopatins "The Search for Animal Chin". En ell apareixen els membres de Weezer tocant al costat i a dins la pista mentre diversos patinadors realitzen figures al seu voltant. Entre ells també hi apareixen membres de Jackass afegint veus addicionals i algun tall de la pel·lícula Jackass 3-D, ja que aquesta cançó forma part de la seva banda sonora.

## Llista de cançons
1. "Memories" - 3:16